# Liste der Monuments historiques in Bègles
Die Liste der Monuments historiques in Bègles führt die Monuments historiques in der französischen Gemeinde Bègles auf.

## Liste der Bauwerke
| Bezeichnung               | Beschreibung                  | Standort | Kennzeichnung | Schutzstatus | Datum | Bild           |
| ------------------------- | ----------------------------- | -------- | ------------- | ------------ | ----- | -------------- |
| Château de Francs         | Schloss, erbaut ab 1198       | (Lage)   | PA00083135    | Inscrit      | 1975  | weitere Bilder |
| Ehemalige Domäne Lachaise | Ende des 18. Jahrhunderts     | (Lage)   | PA33000126    | Inscrit      | 2009  |                |
| Kirche St-Pierre          | Erbaut ab dem 14. Jahrhundert | (Lage)   | PA00083136    | Inscrit      | 1925  | weitere Bilder |
| Hallenbad Bègles          | Erbaut 1930                   | (Lage)   | PA00083900    | Inscrit      | 1991  | weitere Bilder |

## Liste der Objekte
- Monuments historiques (Objekte) in Bègles in der Base Palissy des französischen Kultusministeriums